# 新時代集團
新時代集團控股有限公司（簡稱新時代集團，英文：New Times Group Holdings Limited，港交所：0166），香港上市公司，2003年5月2日改名之前名為太平洋興業有限公司（簡稱太平洋興業，英文：Pacific Chanllenge Holdings Limited）。因為股權的易手。 現時的公司主席為大股東張天佑，而前主席及大股東是Kandy Profit Limited。
1999年，蔣麗莉透過E1 Media Technology Ltd，持有此私人公司的60%股權。 在2000年3月15日，蔣麗莉受Kandy Profit/E1 Media Technology Ltd 委任為太平洋興業的執行董事及主席。 
2002年7月29日，蔣麗莉辭職。12月10日的中期財務報告附註及其他上市公司公告中有說明。現在公司易名為新時代能源。

## 相關
- 科網股
- 電子商務
- 網路行銷
- 物業投資者
- 有色金屬
- 新時代能源

## 外部參考
- 新時代集團控股有限公司 官方網址
- 雅虎財經: 新時代集團有限公司(SEHK|0166)基本資料
- E1 Media Technology Ltd 的主要生意是在大中華地區及全球，從事發展及提供與互聯網、多媒體及電子商貿等。[永久]
- http://main.ednews.hk/listedco/listconews/sehk/20030325/LTN20030325039_C.pdf%5B%5D 上市公司公告
- http://main.ednews.hk/listedco/listconews/sehk/20021210/LTN20021210092_C.pdf%5B%5D 上市公司公告
- http://main.ednews.hk/listedco/listconews/sehk/20021231/00166/F101_c.pdf%5B%5D 上市公司公告
- 雅虎新聞: 前主席蔣麗莉有關太平洋興業的近況 （页面存档备份，存于）